# 蟾蜍山
蟾蜍山，又名內埔山，位於臺北盆地西南邊，芳蘭山與寶藏巖間，與南方仙跡岩遙遙相望；以行政區位置來說處於臺北市大安區西南角邊界與文山區西北方邊界的公館地區。山頂海拔128公尺。

## 背景
蟾蜍山東北面聚落為國立臺灣科技大學之校地，山區東面屬於警政署保七總隊萬盛山莊營區，山頂與南北面的福興隧道口為空軍作戰指揮部所在地「福興營區」，其餘部份爲淸代與日治時期以來的墳墓羣。蟾蜍山下有福興隧道，屬於軍事戰備隧道，不對外開放，南隧道口與福興路相連。山頂設有通訊塔，位於軍警單位管制區。
蟾蜍山聚落位於蟾蜍山東北面，包含空軍眷村「煥民新村」、台灣總督府農業試驗所宿舍群，亦有未分配到之軍眷自力興建家屋。2000年國立臺灣科技大學由於校地不足，獲台北市都市計畫委員會撥用該地並計畫改建大樓，引發在地居民與文史工作者抗議並於2014年初將煥民新村提報為文化資產。2014年，臺北市政府文化局決議將蟾蜍山登錄為文化景觀；2016年，臺北市政府文化局與該區域之相關利害人召開討論會，將聚落區與周圍山區軍營與墳墓一同登錄為文化景觀。但眾多違法佔用之家戶，例如原臺灣省政府農林處員工，其家眷於解除聘僱關係後並未返還政府宿舍，根據臺灣高等法院上易字第84號判決書，其家眷須立即返還屋舍，然至今為止亦無執行判決內容，臺科大無法正常使用校地。

## 傳說
蟾蜍山與仙跡岩南北兩山有一傳說，在仙跡岩頂呂洞賓廟正上方，海拔100公尺左右木造涼亭處，有故事解說牌。：「古時候，在今公館地區有一蟾蜍怪，常常危害百姓，呂洞賓下凡並在此岩石上和蟾蜍怪鬥法。呂洞賓一用勁，力道太深以致留下腳印於仙跡岩。蟾蜍怪被降服後，變成岩石，就是今天蟾蜍山的位置」。
另有傳說認為降伏牠的人是劉海仙翁；或是率軍經過的鄭成功用傳說中的大砲龍碽打爛其嘴巴（或說尾巴），讓牠嚇得不敢作亂，直到公館開新路時因腳被切斷而死。
林安泰古厝遷移至濱江公園之前，位於大安區敦化南路位置的時候。古厝分金線正前方就是以蟾蜍山巒頭作為『風水案山』。

## 利用
僅管蟾蜍山在台北盆地南方是相當容易受到注意的山，但由於本山區北面、西面、山頂與隧道口皆為軍警單位管制區；其餘的部分則多爲墳墓區，路線困難，無法登頂至三角點，鮮少有人攀登此山。
山區南面的民眾進出市區不便，而Google地圖路線規劃功能過去曾經錯誤地建議文山、大安兩區民眾可透過福興隧道來往，但該隧道因屬軍事用地而未開放通行，因此常發生民眾來到該隧道口，卻不得其門而入的情形；對此，民意代表曾多次向中華民國國防部提出申請要求開放福興隧道以供民眾通勤使用。但本隧道與山區屬於空軍作戰指揮部福興營區，且國防部空軍司令部每年編列新臺幣上千億維護預算，以目前的戰略軍事局勢而言，沒有開放的可能性。
山頂上過去設有三角點，唯山頂目前為中華民國空軍管制區，設有通訊塔與機房設備，一般民眾無法進入。

## 交通
- 臺北捷運公館站、萬隆站

## 照片集

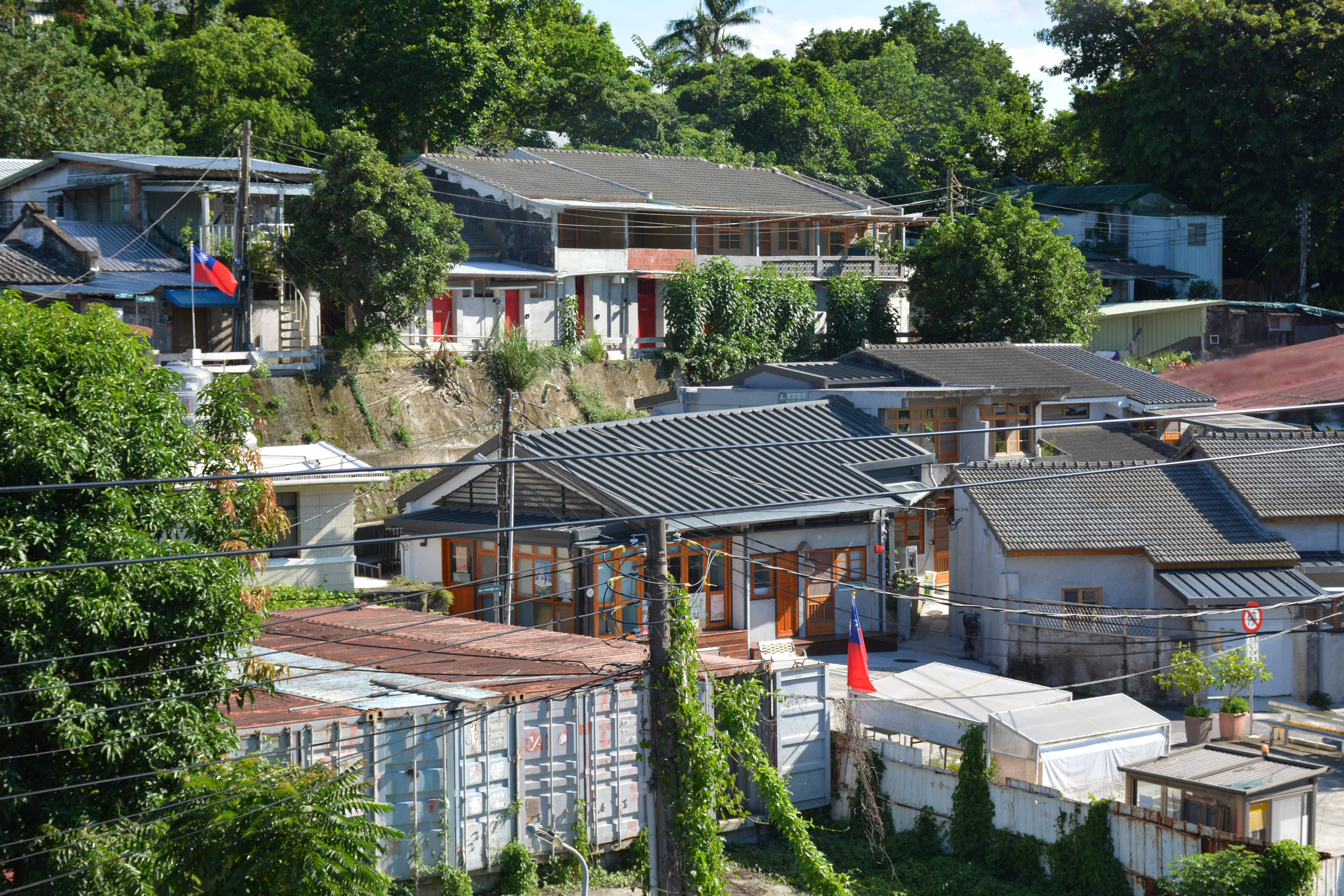
蟾蜍山聚落煥民新村
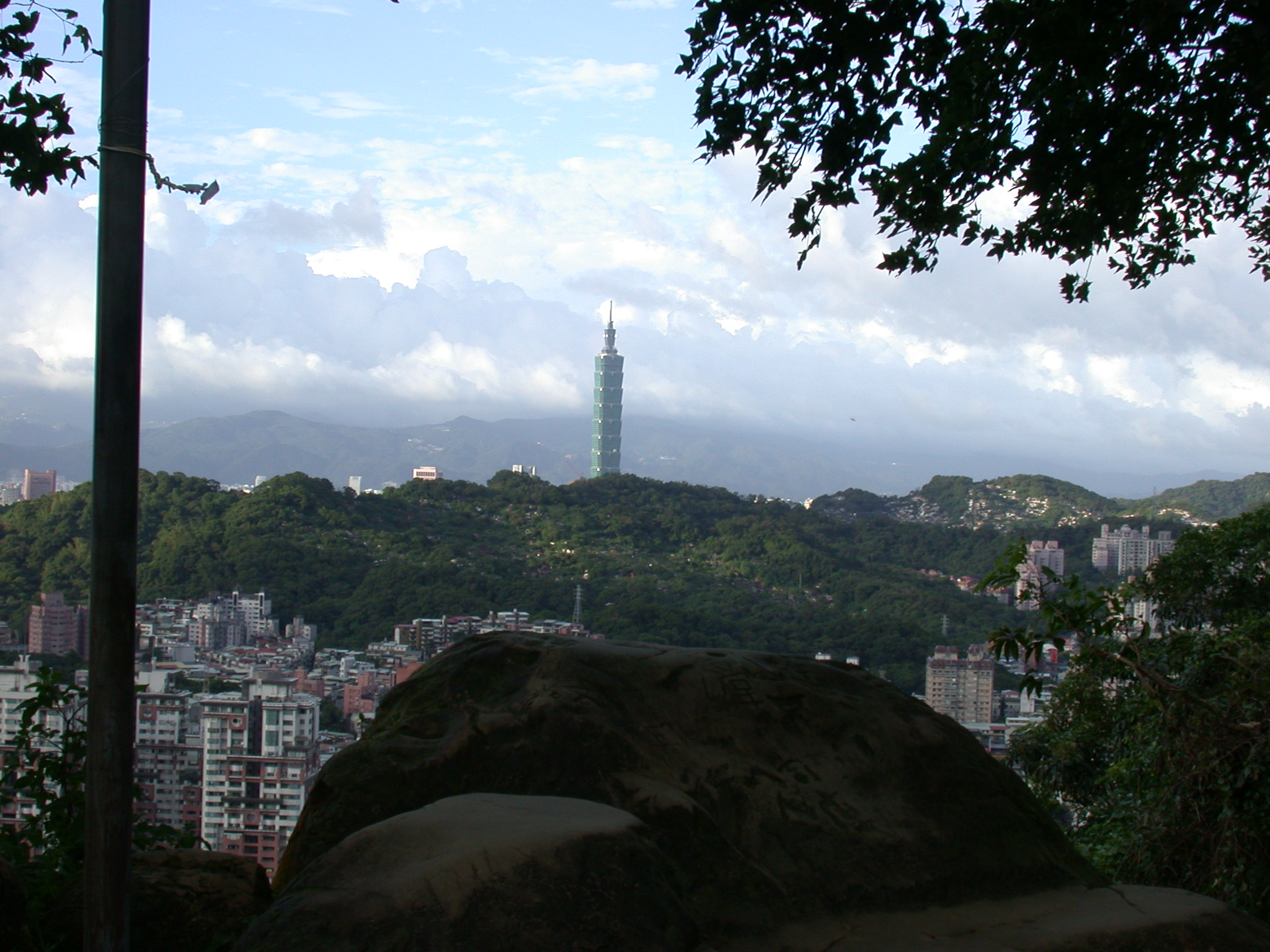
景美仙跡岩望向對面蟾蜍山
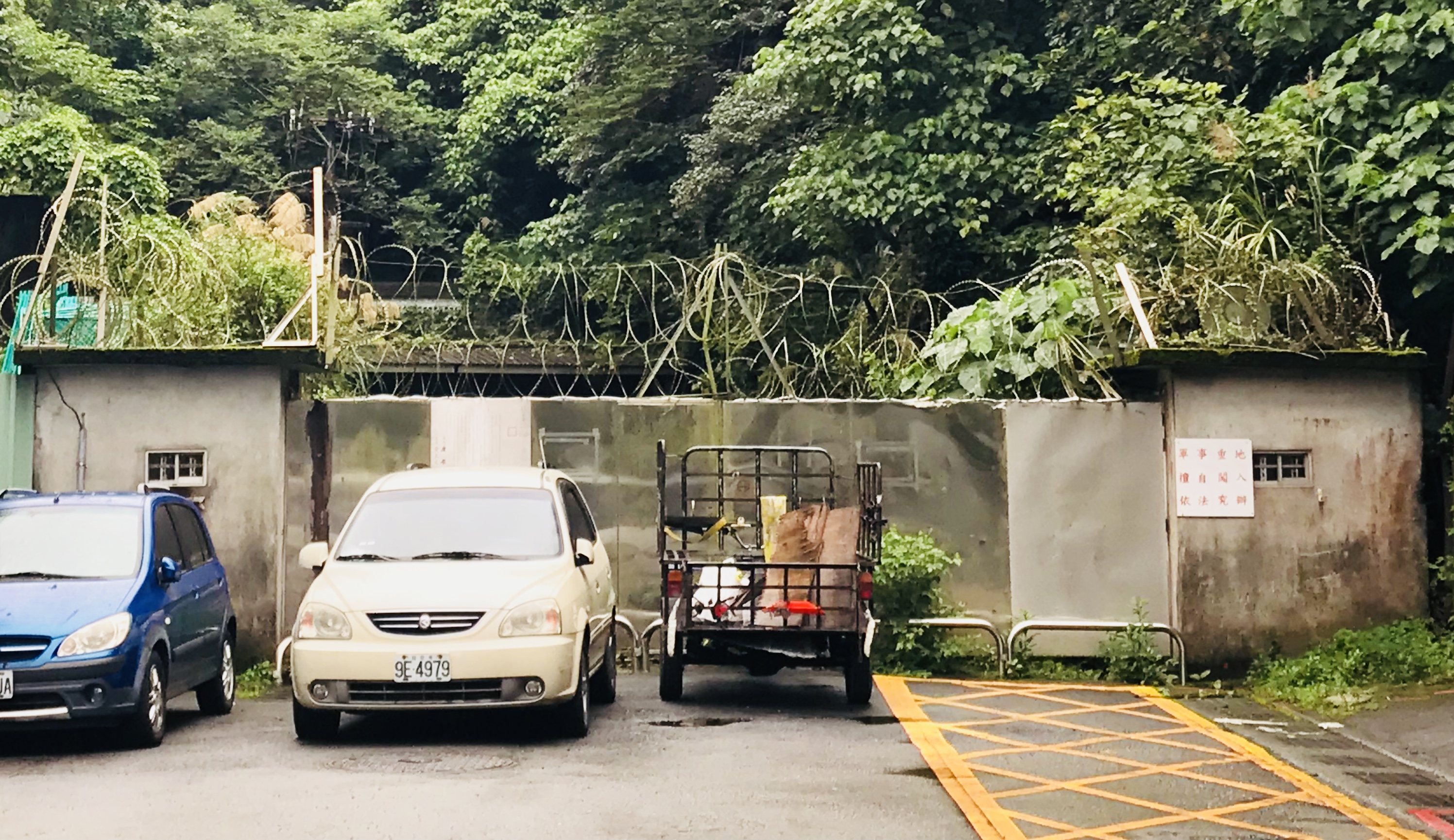
福興路底的福興隧道出入口

### 腳註
1. ↑   (PDF). 臺北市政府都市發展局.   [2015-08-02]. （原始内容 (PDF)存档于2016-03-05） （中文（臺灣））.
2. 1 2 3  . 中央氣象局.   [2015-08-02]. （原始内容存档于2015-09-23） （中文（臺灣））.
3. ↑  . 行政院. 2017-07-11  [2017-12-30]. （原始内容存档于2017-12-30）.
4. 1 2  . 國立臺灣大學建築與城鄉研究所. 2014年6月25日  [2015-08-02]. （原始内容存档于2020-11-12） （中文（臺灣））.
5. ↑  .   [2017-01-10]. （原始内容存档于2021-01-17）.
6. ↑  . ETtoday新聞雲. 2014-02-19  [2019-06-15]. （原始内容存档于2014-08-15）.
7. ↑  . 台灣環境資訊協會-環境資訊中心.   [2017-01-10]. （原始内容存档于2019-05-03）.
8. ↑  . 國立臺灣大學 建築與城鄉研究所.   [2017-01-10]. （原始内容存档于2019-05-06）.
9. ↑  . 蘋果日報. 2016-01-13  [2017-01-10]. （原始内容存档于2017-01-10） （中文（臺灣））.
10. ↑  . 文化部文化資產局. （原始内容存档于2020-11-12）.
11. ↑  .   [2017-11-08]. （原始内容存档于2020-11-12）.
12. ↑  何敬堯. . 《妖怪臺灣：三百年島嶼奇幻誌‧妖鬼神遊卷》 (聯經出版公司). 2017年1月5日.
13. ↑  .   [2017-06-26]. （原始内容存档于2020-02-23）.
14. ↑  臺北地方異聞工作室. . 奇異果出版公司. 2016-10-01  [2020-05-21]. （原始内容存档于2019-05-27）.
15. ↑  吳瀛濤. . 臺北市: 眾文圖書. 2010-09-01  [2020-05-21]. ISBN 9789575321482. （原始内容存档于2020-07-03）.
16. ↑  . 臺北市政府民政局. 2020-05-14  [2022-12-09]. （原始内容存档于2022-12-09）.
17. ↑  . 中視新聞. 2017-07-11.[]

### 文獻
- 蟾蜍山 - 臺灣師範大學地理系系友專區 （页面存档备份，存于）

## 外部連結
- 蟾蜍山：老公館 心聚落的Facebook專頁